# Košúty
Košúty es un municipio situado en el distrito de Galanta, en la región de Trnava, Eslovaquia. Tiene una población estimada, en abril de 2023, de 1884 habitantes.
Está ubicado en el centro-sur de la región, en la depresión danubiana y cerca del río Váh (cuenca hidrográfica del Danubio) y de la región de Bratislava.

## Demografía
| Año        | 1994 | 2004    | 2014     | 2024     |
| ---------- | ---- | ------- | -------- | -------- |
| Población  | 1397 | 1476    | 1626     | 1940     |
| Diferencia |      | +5,65 % | +10,16 % | +19,31 % |

| Año        | 2023 | 2024    |
| ---------- | ---- | ------- |
| Población  | 1917 | 1940    |
| Diferencia |      | +1,19 % |